# آ ودليانية
آ ودليانية (الاسم العلمي: Aa weddelliana) هو نوع من النباتات يتبع جنس الآ من الفصيلة السحلبية.